# 2025년 이란의 알 우데이드 공군 기지 공습
아랍 표준시 2025년 6월 23일 19:43경에 미국이 이란-이스라엘 전쟁의 일부로 한 타격에 대한 보복으로, 카타르의 알 우데이드 공군 기지에 미사일을 발사했다. 
6월 16일 이라크 에르빌의 미국 영사관에 대한 이란이 한 드론 공격 뒤에는 기쁜 승전보 작전이라 약칭된 그 공격이 뒤따랐다. 이 공격은 2020년 순교자 솔레이마니 작전 이후 이란의 미군 기지에 대한 두번째 타격이었다. 이란은 그 공격 몇 시간 전에 카타르와 미국에게 카셈 솔레이마니 암살 대응과 유사한 경보를 내었다.  
카타르는 미사일이 도달하기 전 영공을 폐쇄했고 여러 출처에 따르면 그 공격이 일어나기 전 몇 시간쯤 앞서 이란에게 경보를 받았다고 한다. 그 공격 이후에 아랍에미리트와 바레인과 쿠웨이트와 이라크도 영공을 폐쇄했다. 
그 공격은 전 아랍 세계의 규거와 마주쳤다.